# Montmartre (série de Van Gogh)
Pour les articles homonymes, voir Montmartre (homonymie).
Les peintures de Montmartre sont un groupe d'œuvres, réalisées par Vincent van Gogh en 1886 et 1887 et consacrées au quartier de Montmartre à Paris, alors qu'il habite là avec son frère Théo. Plutôt que de capturer des scènes urbaines dans Paris, Van Gogh préfère des ambiances plus pastorales, comme à Montmartre et à Asnières, dans cette banlieue du nord-ouest encore campagnarde. 
Le travail de 1886 a souvent les tons foncés et sombres de ses premières œuvres des Pays-Bas et de Bruxelles. Progressivement, van Gogh libère sa palette et crée ses propres techniques de coup de pinceau sur la base de l'impressionnisme et du pointillisme. Les œuvres de la série donnent des exemples de son évolution artistique pendant cette période. Le 19 février 1888, il quitte Paris.

## Contexte

### Paris
Fin février ou début mars 1886, Vincent van Gogh quitte les Pays-Bas pour Paris et y rejoint son frère Théo, qui y est marchand d'art. Le style de Vincent est jusqu'alors influencé par les grands maîtres hollandais, mais aussi par son cousin Anton Mauve, un peintre réaliste néerlandais, membre éminent de l'école de La Haye, pour qui il gardera un grand respect, ou par ses amis Anthon van Rappard et George Hendrik Breitner. 
Sa venue à Paris lui permet de découvrir les impressionnistes, les symbolistes, les pointillistes, et l'art japonais. Son cercle d'amis inclut Pissarro, Toulouse-Lautrec, Gauguin, Émile Bernard, Signac, Charles Angrand, parmi les pointillistes, et dans le groupe de l'atelier Cormon, Louis Anquetin,. Lui-même se forme durant trois mois à l'atelier Cormon, au 10 rue Constance.

### Montmartre
Montmartre était un ancien village aux portes de Paris, englobant une colline, la butte Montmartre, qui surplombait la vallée de la Seine. Un des premiers peintres à prendre comme sujet ses paysages ruraux et ses moulins est Georges Michel. Entre 1840 et 1846, ce village s'est trouvé englobé avec Paris à l'intérieur de l'enceinte de Thiers, rempart défensif constitué à une distance de 1 à 3 kilomètres de la limite administrative de Paris à l'époque. Cette périphérie immédiate de la capitale, moins taxée, s'urbanise progressivement et attire des entrepreneurs, qui y ouvrent des cabarets, des bals et des hôtels. Des maisons rurales d'un ou deux étages, avec jardin, y jouxtent des terrains vagues, des friches, ou au contraire des immeubles locatifs de trois ou quatre étages sans confort. Au 1er janvier 1860, le village de Montmartre est annexé à Paris et intégré au XVIIIe arrondissement créé pour l'occasion. Pendant quelques décennies, Montmartre devient alors bicéphale, avec le Bas-Montmartre, urbanisé, bruyant et peuplé de lieux de plaisirs, cafés, cabarets, restaurants, lieux de danse, où se côtoient tous les milieux, et le Haut-Montmartre, les hauteurs de la butte, qui conserve, quelque temps, ses allures de campagne et de village paisible, avec des rues tortueuses, des masures, des jardins et des friches.
Ces paysages surprenants au sein de la ville de Paris continuent à attirer les peintres. Vincent Van Gogh en fait l'objet de tableaux avant même de s'installer au troisième étage du n°54 de la rue Lepic avec son frère, en juin 1886, disposant désormais dans cet appartement d'un atelier,.

### Évolution artistique
Lorsqu'il arrive à Paris, Vincent Van Gogh s'inscrit encore dans un certain académisme réaliste et dans un style «rembranesque». Il retient vite de ses nouveaux amis le goût du paysage. Puis l'ancien adepte des clairs-obscurs se risque au blanc et gris, et commence à jouer avec la couleur vue en pleine lumière, introduisant des touches de rouge ou de vert. Il cherche non seulement à capter un sujet à travers ces paysages, mais à traduire l'effet produit et à le communiquer, à entrer en résonance avec le public.
La fréquentation des néo-impressionnistes le convainc de diviser touches et tons. Il édulcore le procédé pointilliste de Georges Seurat, puis l'exagère au contraire. Comme Toulouse-Lautrec et Anquetin, « japonisants enragés comme lui», il ne remplit plus un dessin préconçu de touches mais dessine directement avec la couleur. Les traits et les gestes deviennent plus visibles. « À la fin de 1887, Van Gogh a trouvé une manière, par synthèse plus que par révélation. Les ultimes autoportraits, le Portrait du Père Tanguy, marchand de couleurs et d'estampes, et la belle Corbeille de pommes dédiée à Pissarro illustrent l'ampleur du progrès accompli. C'est, systématisée, élevée au rang de principe technique, l'alliance de la touche appuyée et « individualisée » à la Monet et à la Renoir  et d'un chromatisme enivré par le Japon ».

## Production

### Scènes de Montmartre
Le boulevard de Clichy, dans le Bas-Montmartre, a joué un rôle important dans la vie de van Gogh à Paris. Le Café du Tambourin s'y trouvait. Il a eu une relation avec la propriétaire de cet établissement, Agostina Segatori, qui a été le sujet de plusieurs de ses tableaux. Il a rencontré aussi régulièrement d'autres artistes en ce lieu, et après une première tentative dans un autre restaurant, il y a organisé une exposition avec le Groupe du petit boulevard : Gauguin, Émile Bernard, Toulouse-Lautrec, et Anquetin. Cette appellation de Groupe du petit boulevard faisait référence à un autre groupe, d'aînés, composé de Sisley, Degas, Pissarro, et du plus jeune Seurat, des peintres exposés par Théo van Gogh au boulevard Montmartre, le grand boulevard.
En  mars 2021, le tableau Scène de rue à Montmartre : le Moulin à Poivre est mis en vente par son propriétaire privé par la maison Sotheby's pour une estimation de 5 à 8 millions d'euros.

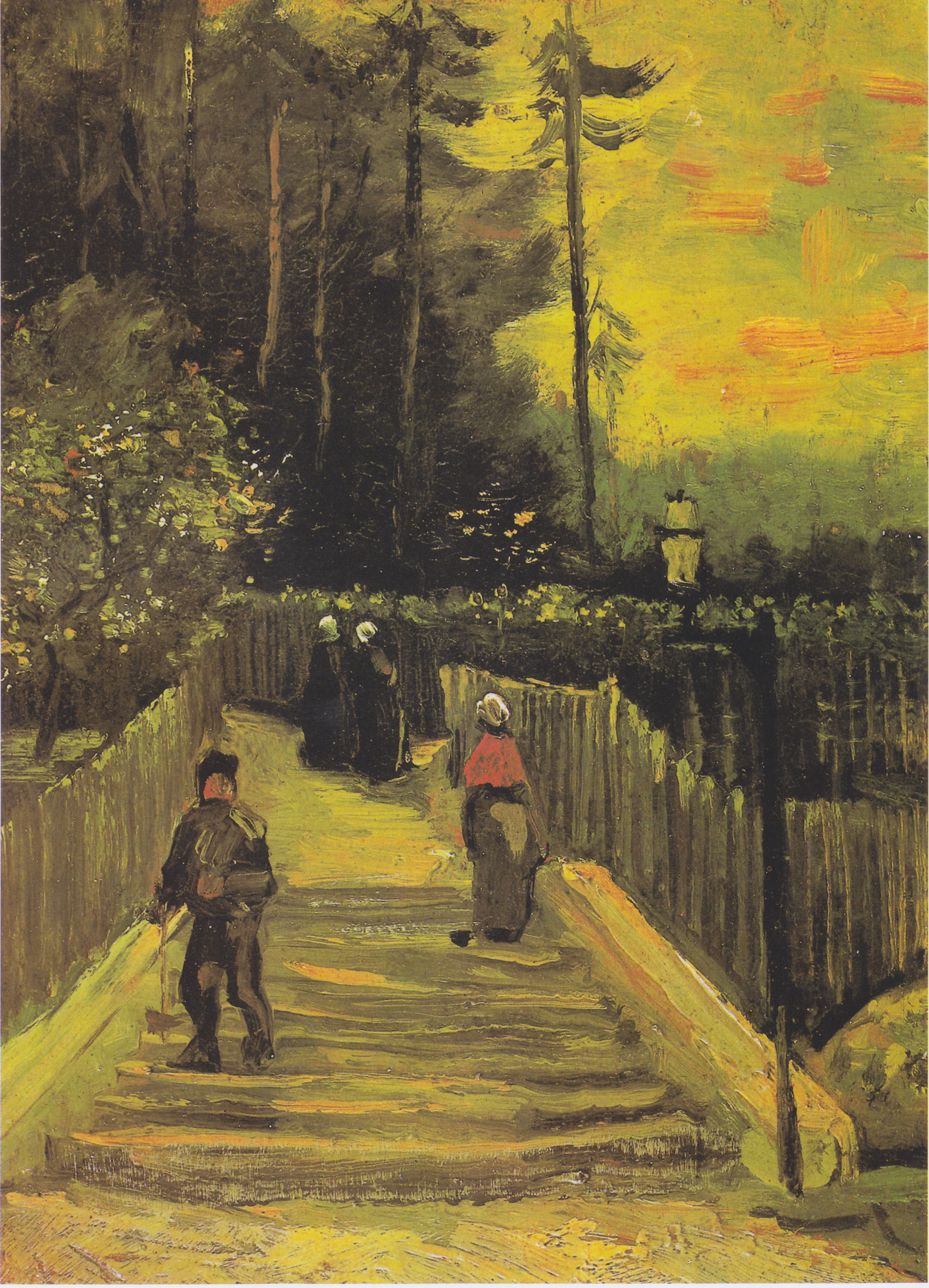
Chemin en pente à Montmartre 1886 Musée Van Gogh, Amsterdam (F232)
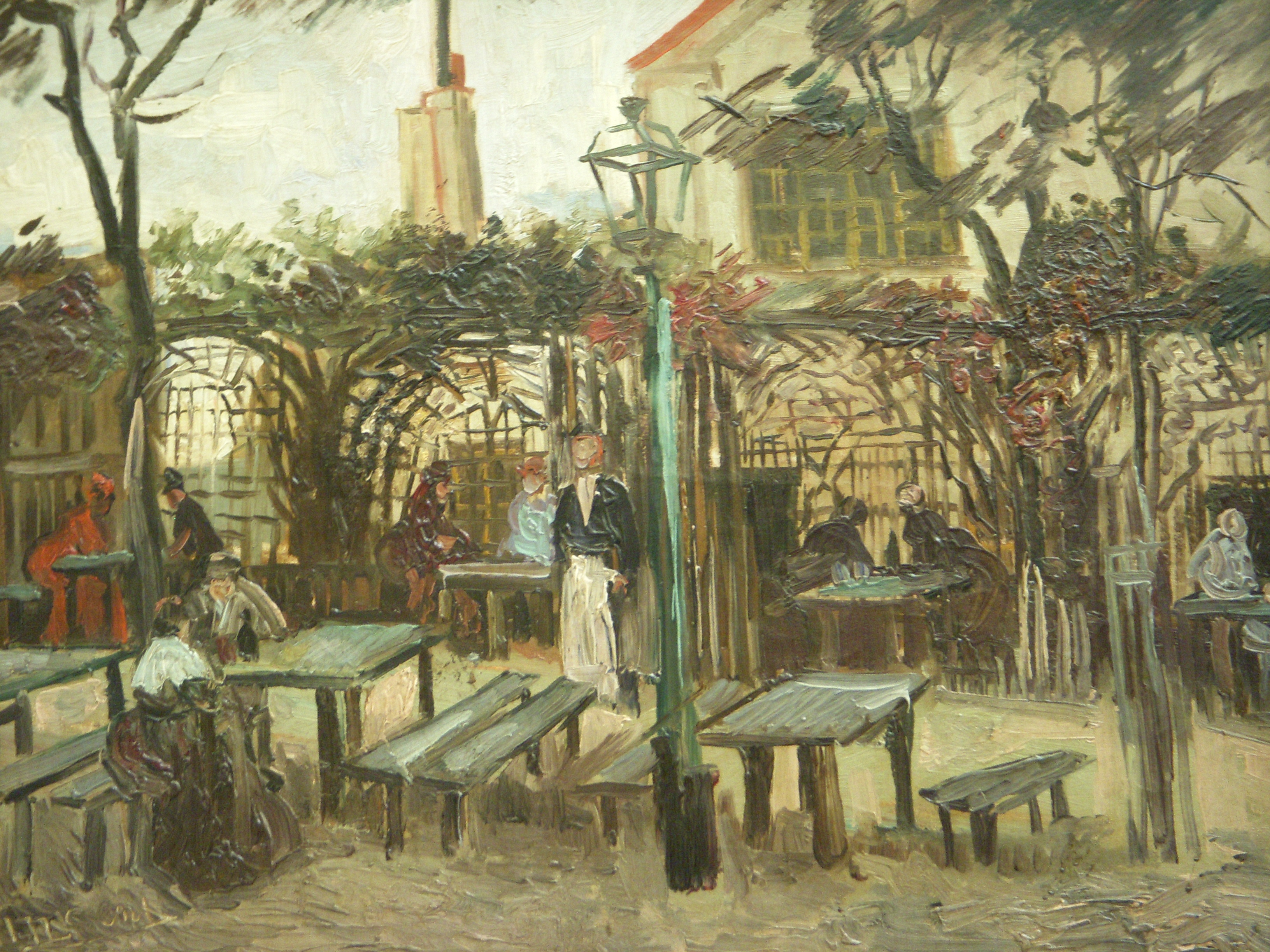
Terrasse de café à Montmartre (La Guinguette) 1886 Musée d'Orsay, Paris (F238)
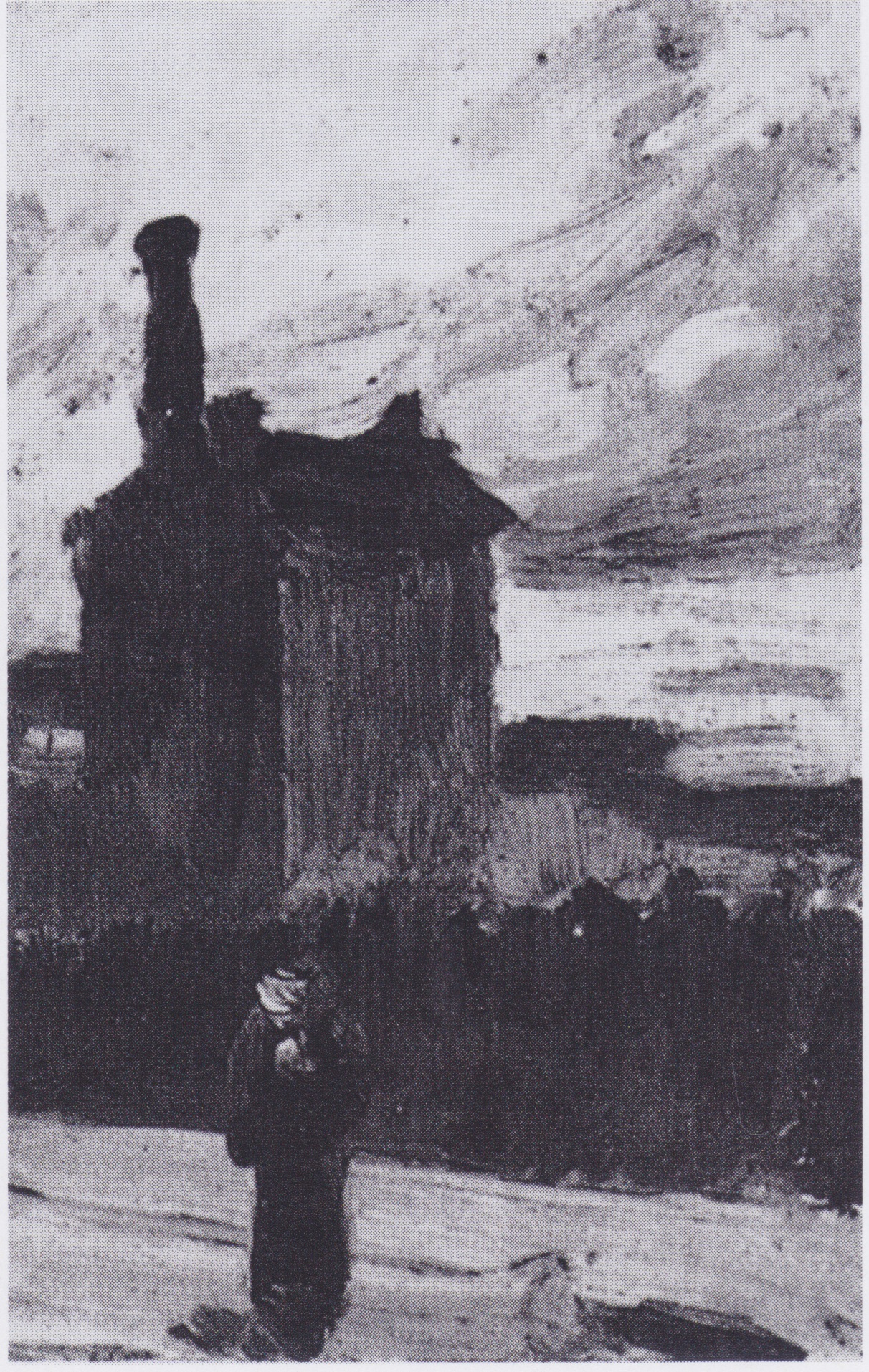
Crépuscule, avant la tempête : Montmartre 1886 Collection privée (F1672)
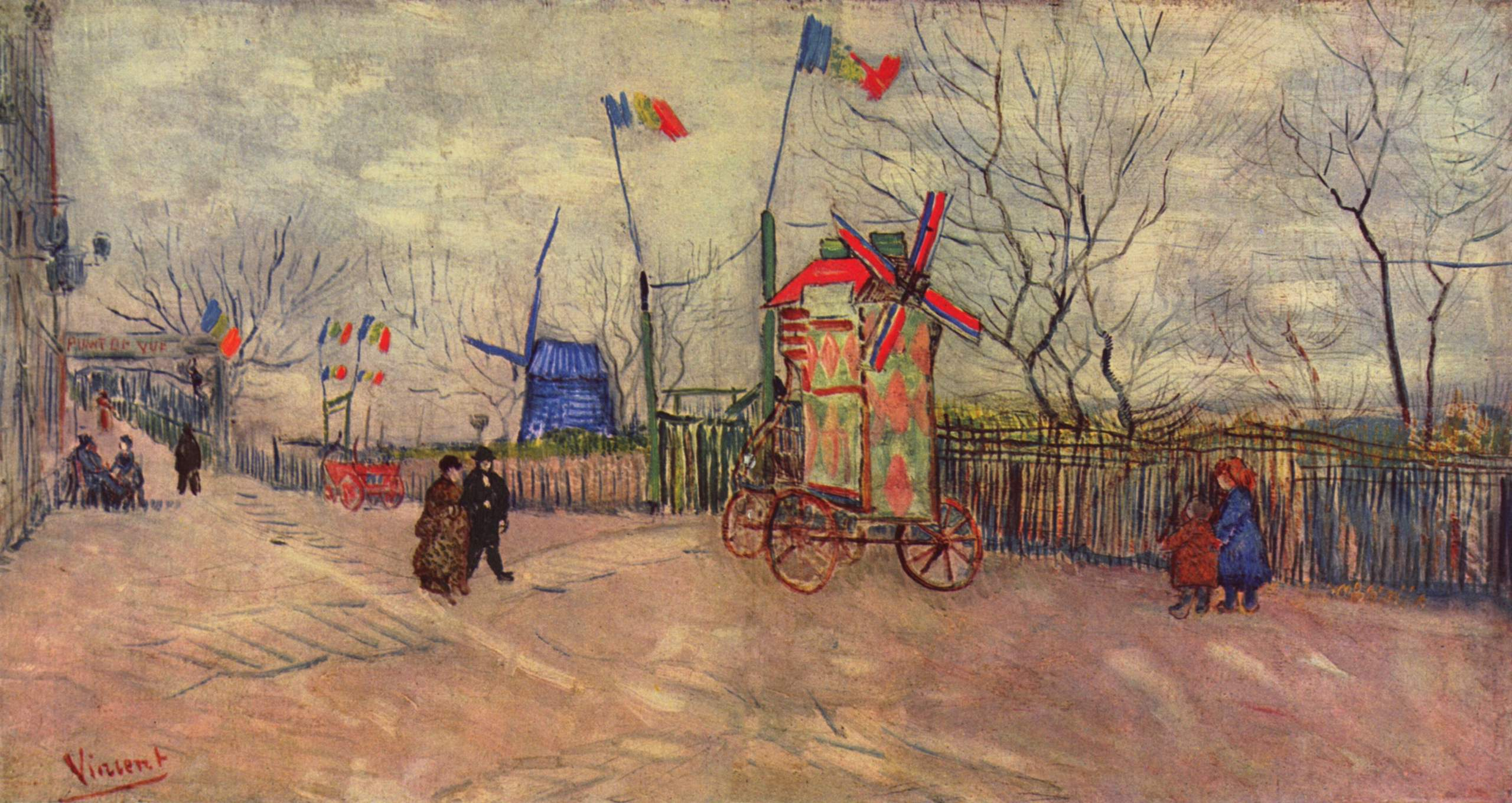
Scène de rue à Montmartre : le Moulin à Poivre 1887 Musée Van Gogh, Amsterdam (F347)
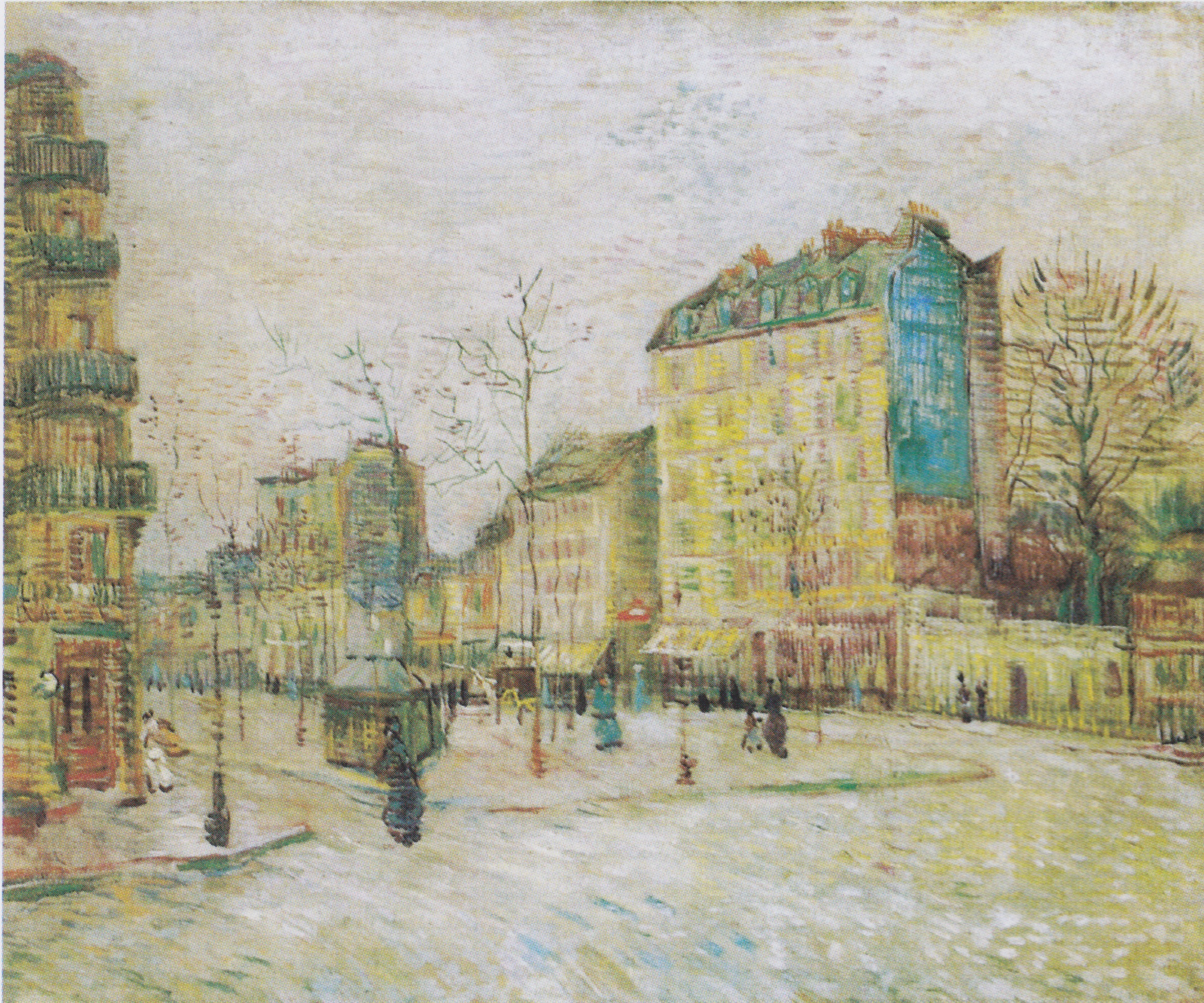
Boulevard de Clichy 1887 Musée Van Gogh, Amsterdam (F292)
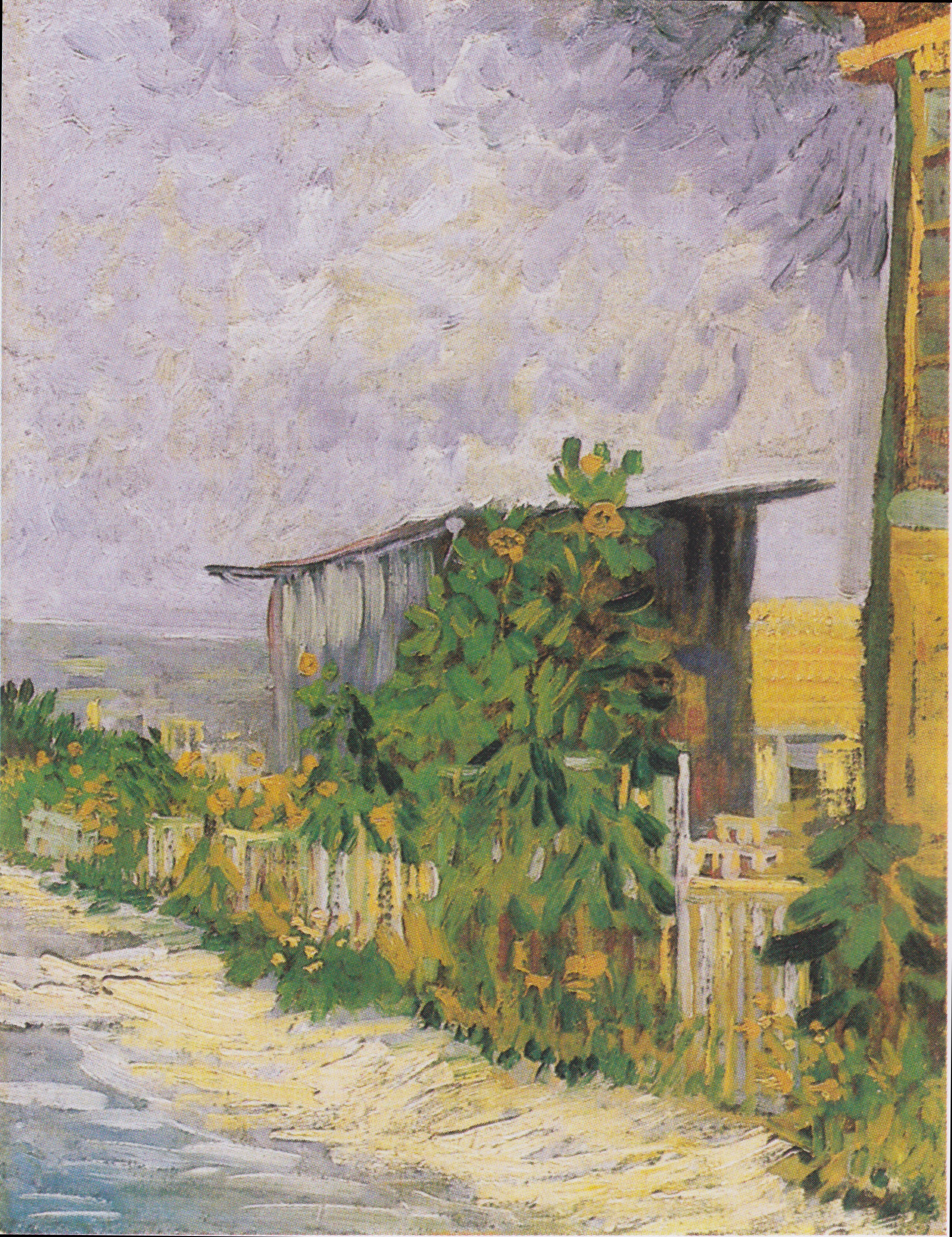
Abri à Montmartre 1886 Musée des Beaux-Arts de San Francisco, San Francisco (F264a)

### Le Moulin de la Galette
Van Gogh a composé un certain nombre de peintures intitulées Le Moulin de la Galette, appelé également Moulin Blute-Fin. Durant sa première année  à Paris, il peint les zones rurales autour de Montmartre, comme la butte et ses moulins à vent, en utilisant souvent des couleurs assez sombres. Ses rencontres avec d'autres artistes, dont Henri de Toulouse-Lautrec, Paul Signac et Paul Gauguin l'amène à des œuvres plus colorées,.

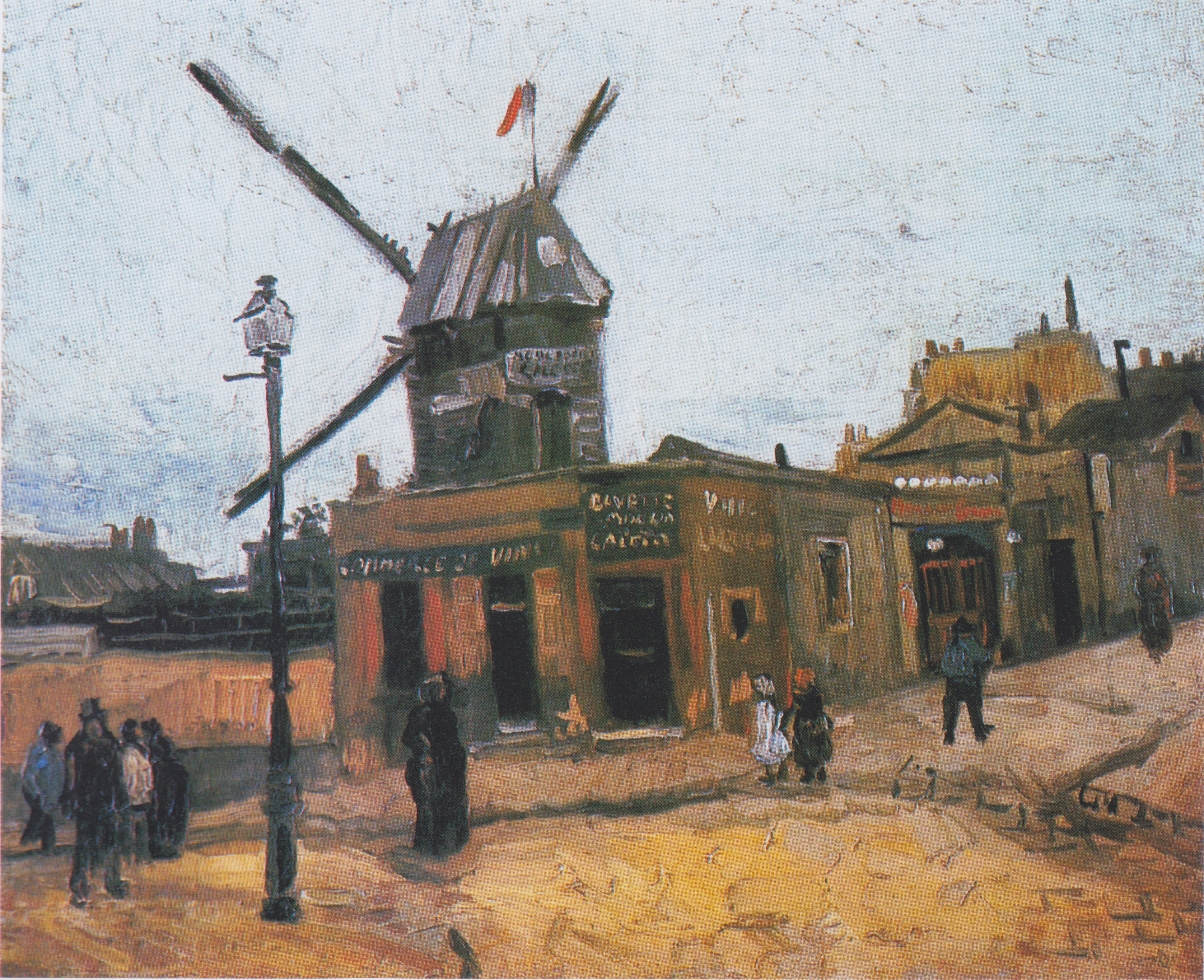
Le Moulin de la Galette 1886 Musée Kröller-Müller, Otterlo, Pays-Bas (F227)
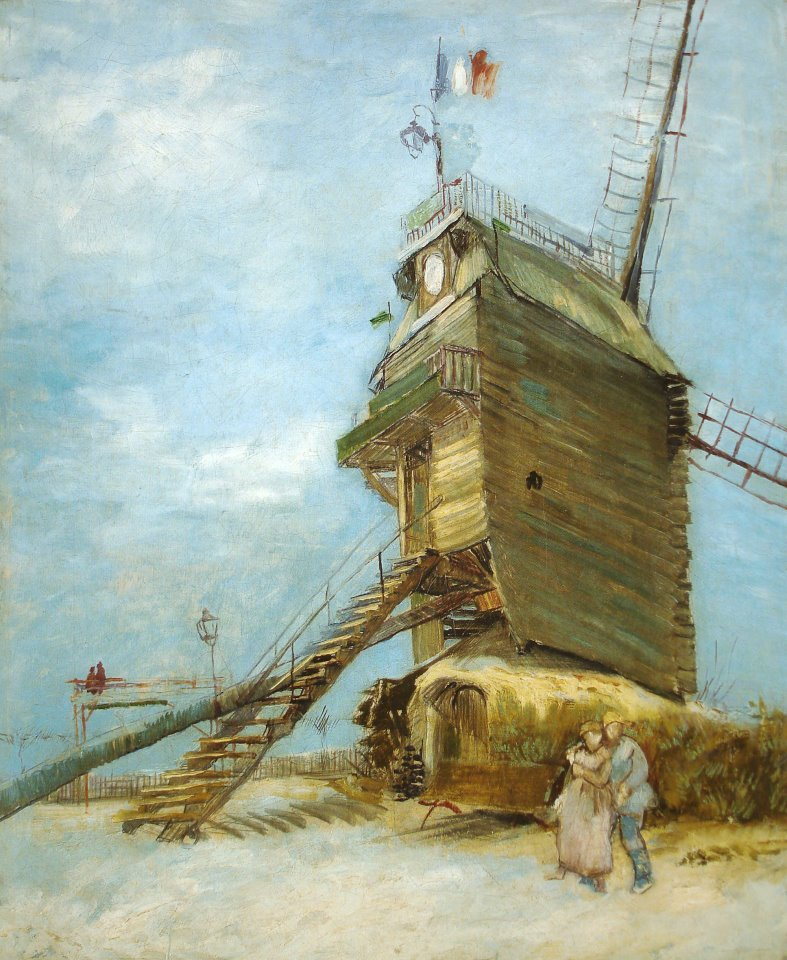
Le Moulin de la Galette 1886 Musée national des beaux-arts d'Argentine, Argentine (F348)
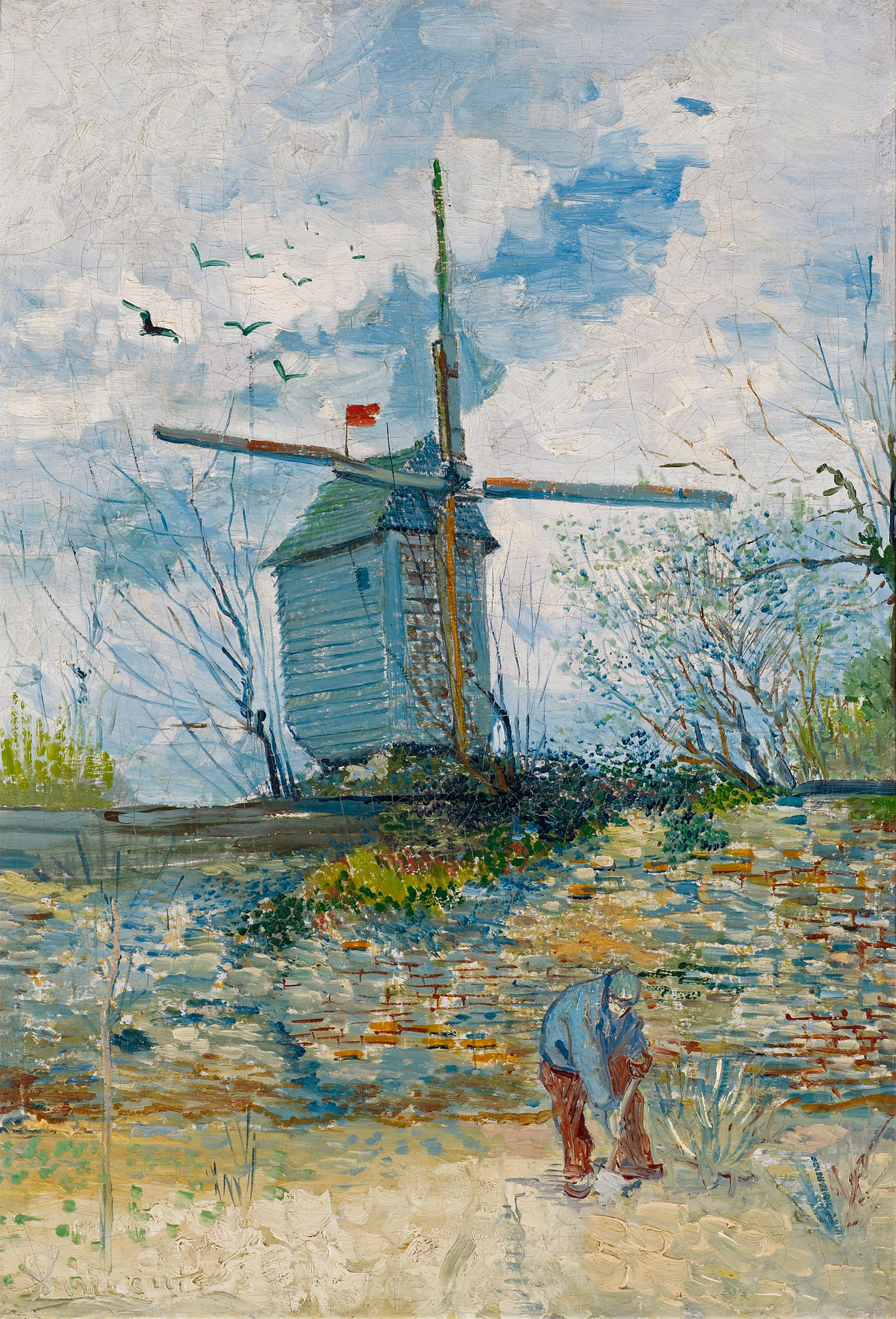
Le Moulin de la Galette 1886 Collection privée (F349)
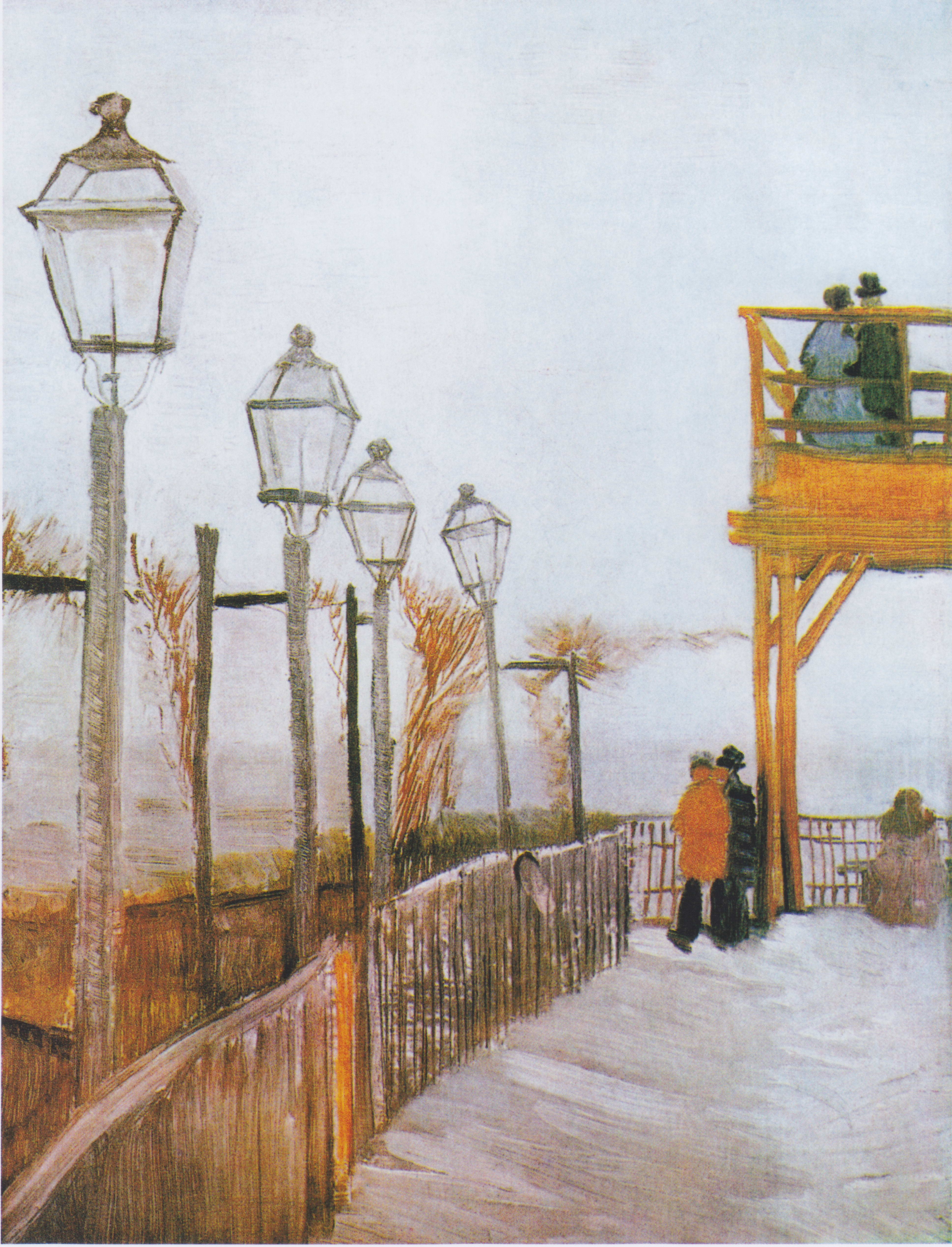
Terrasse et Point d'Observation au Moulin de Blute-Fin, Montmartre 1886 Art Institute of Chicago (F272)
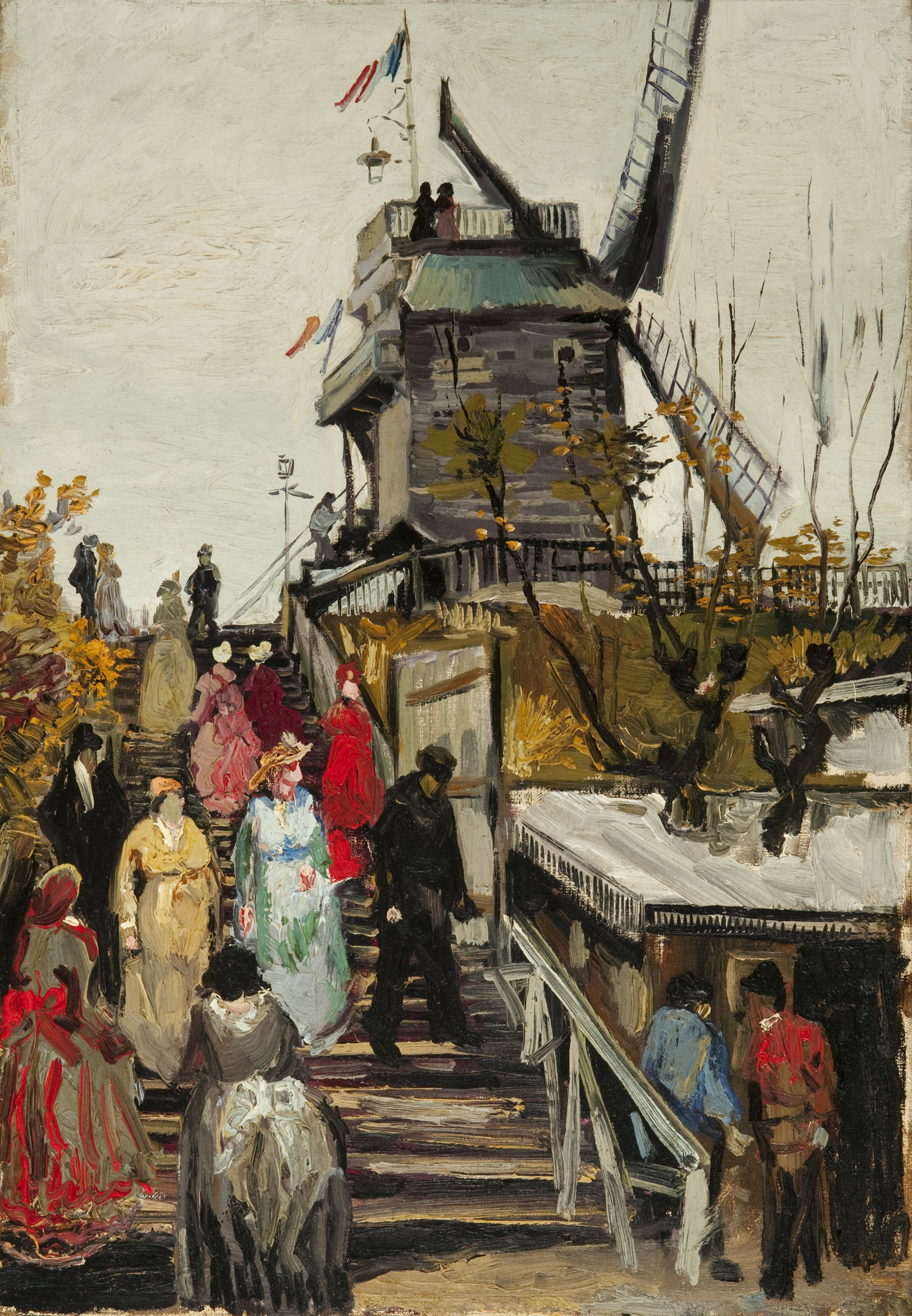
Le Moulin de Blute-fin, 1886 Zwolle, Museum de Fundatie
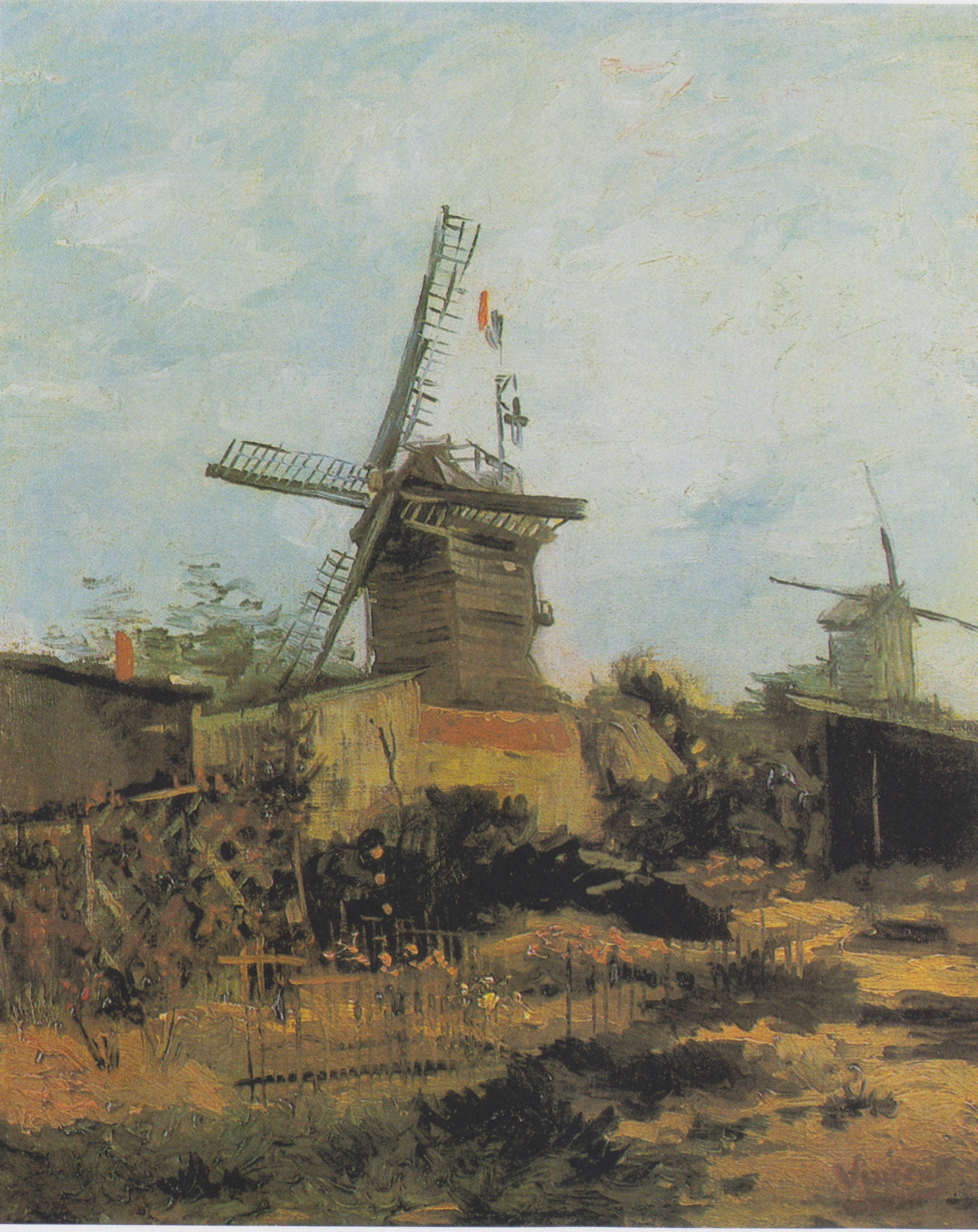
Le Moulin de Blute-Fin 1886 Bridgestone Museum of Art, Tokyo (F273)

### D'autres peintures de moulins
La colline de Montmartre avec une carrière de pierre est l'un des thèmes récurrents de Van Gogh sur la campagne de Montmartre. L'immeuble où il vivait avec son frère bordait cette campagne tout en offrant une vue sur la ville de Paris. Au moment de la réalisation de ces tableaux, le paysage commence à disparaître sous l'effet de l'expansion de la ville.. 

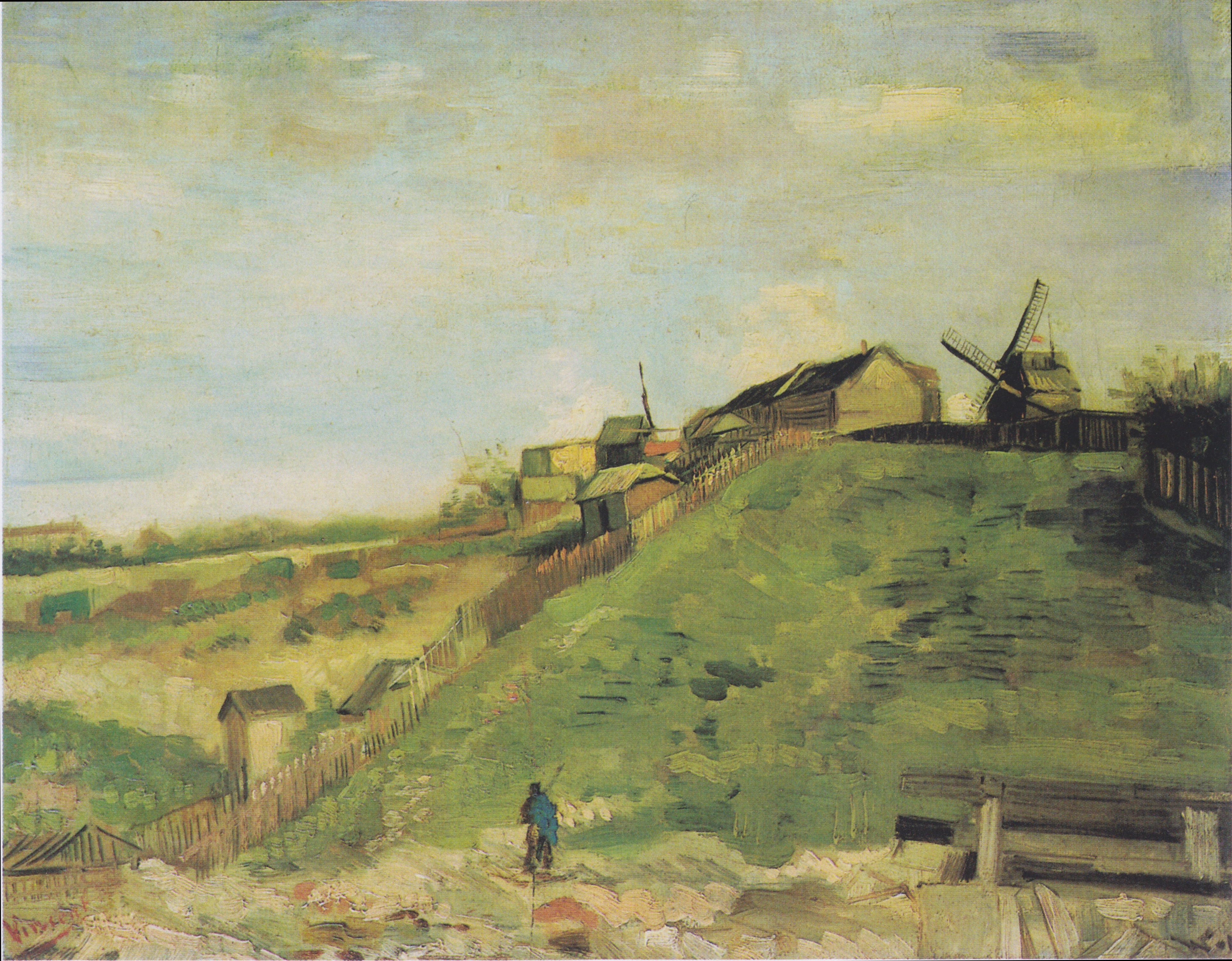
La Colline de Montmartre avec une carrière de pierres 1886 Musée Van Gogh, Amsterdam (F229)
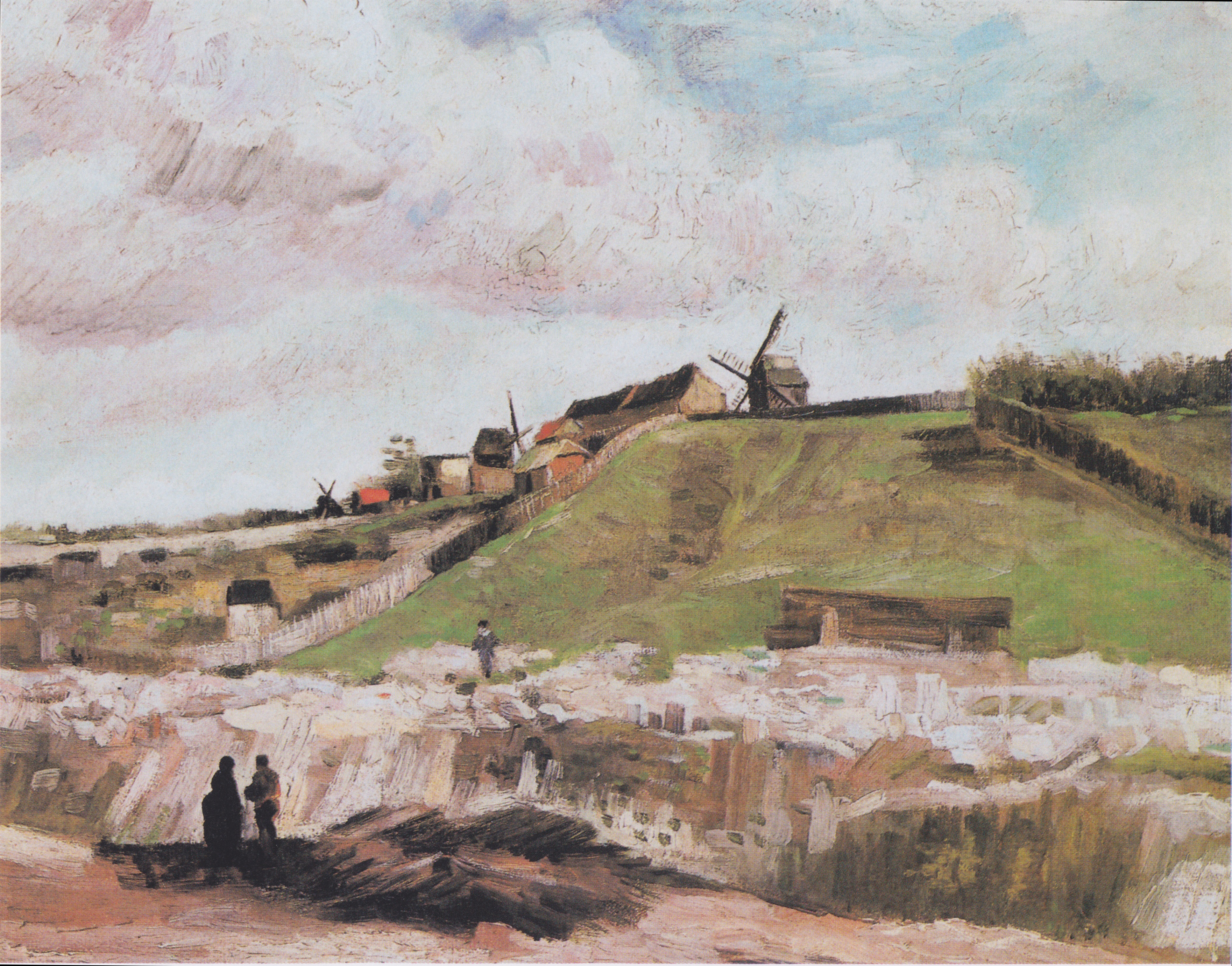
La Colline de Montmartre avec une carrière 1886 Musée Van Gogh, Amsterdam (F230)
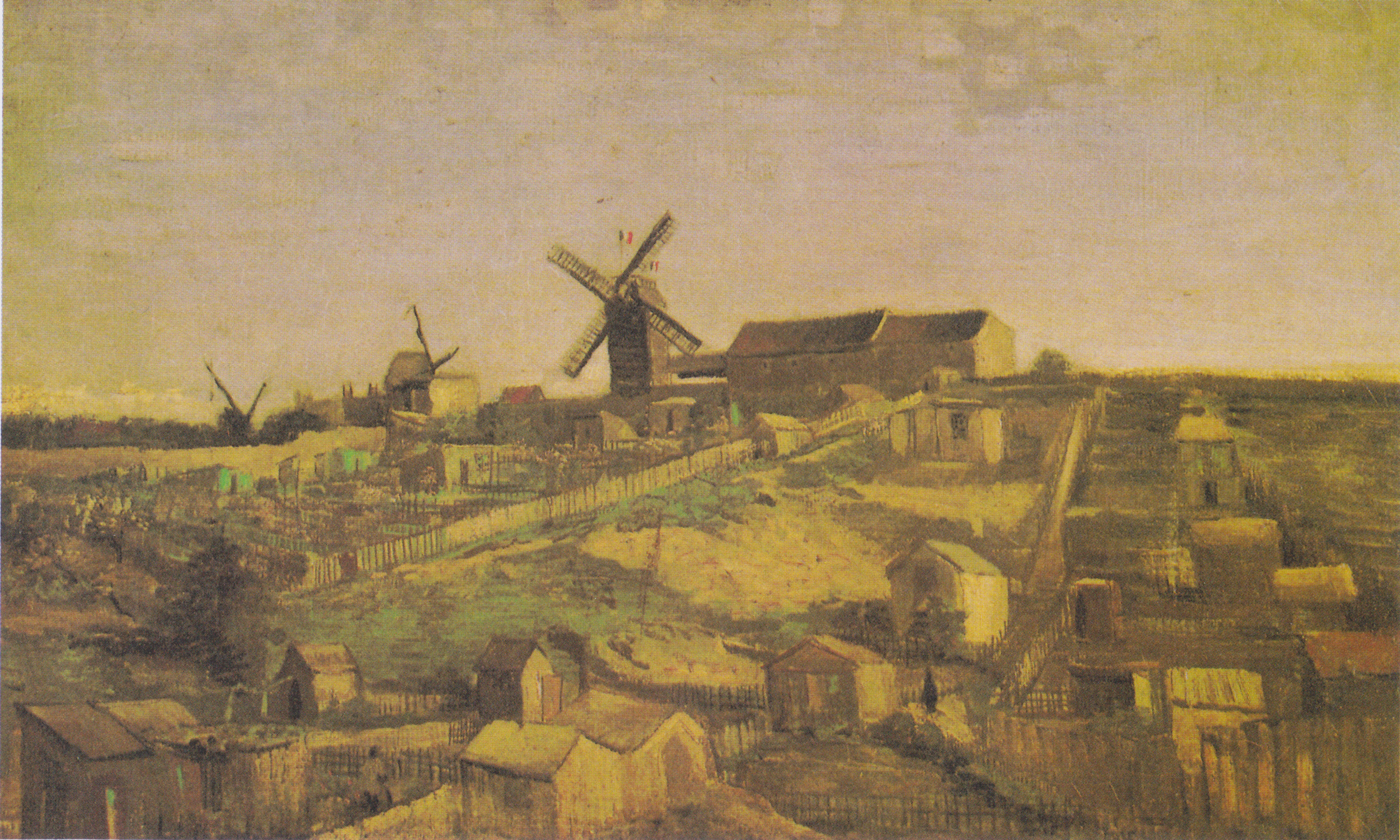
La Colline de Montmartre ou encore Vue de Montmartre et de ses moulins 1886 Musée Kröller-Müller, Otterlo, Pays-Bas (F266)
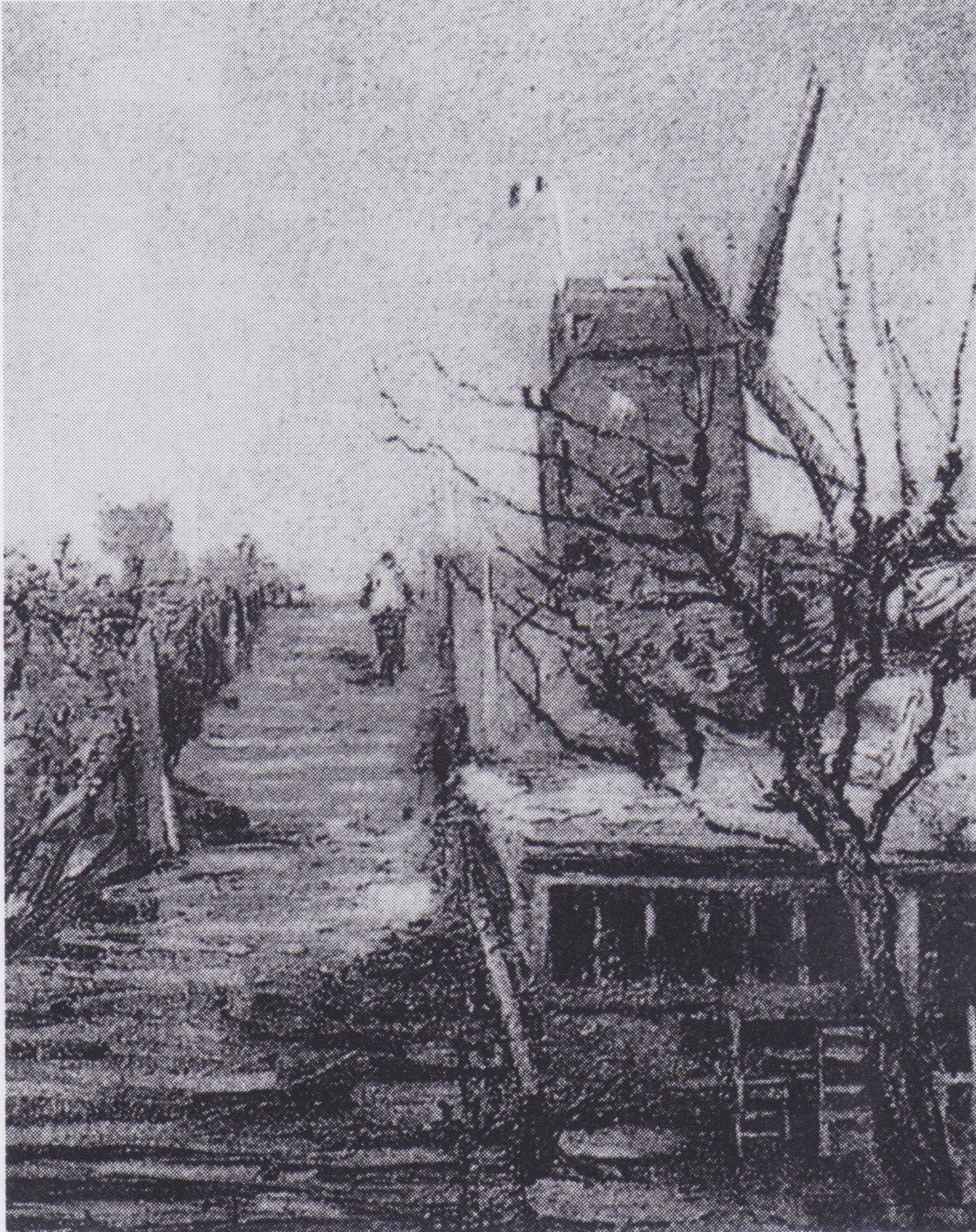
Moulin de Montmartre (b/w copy) 1886 Détruit par le feu en 1967 (F271)
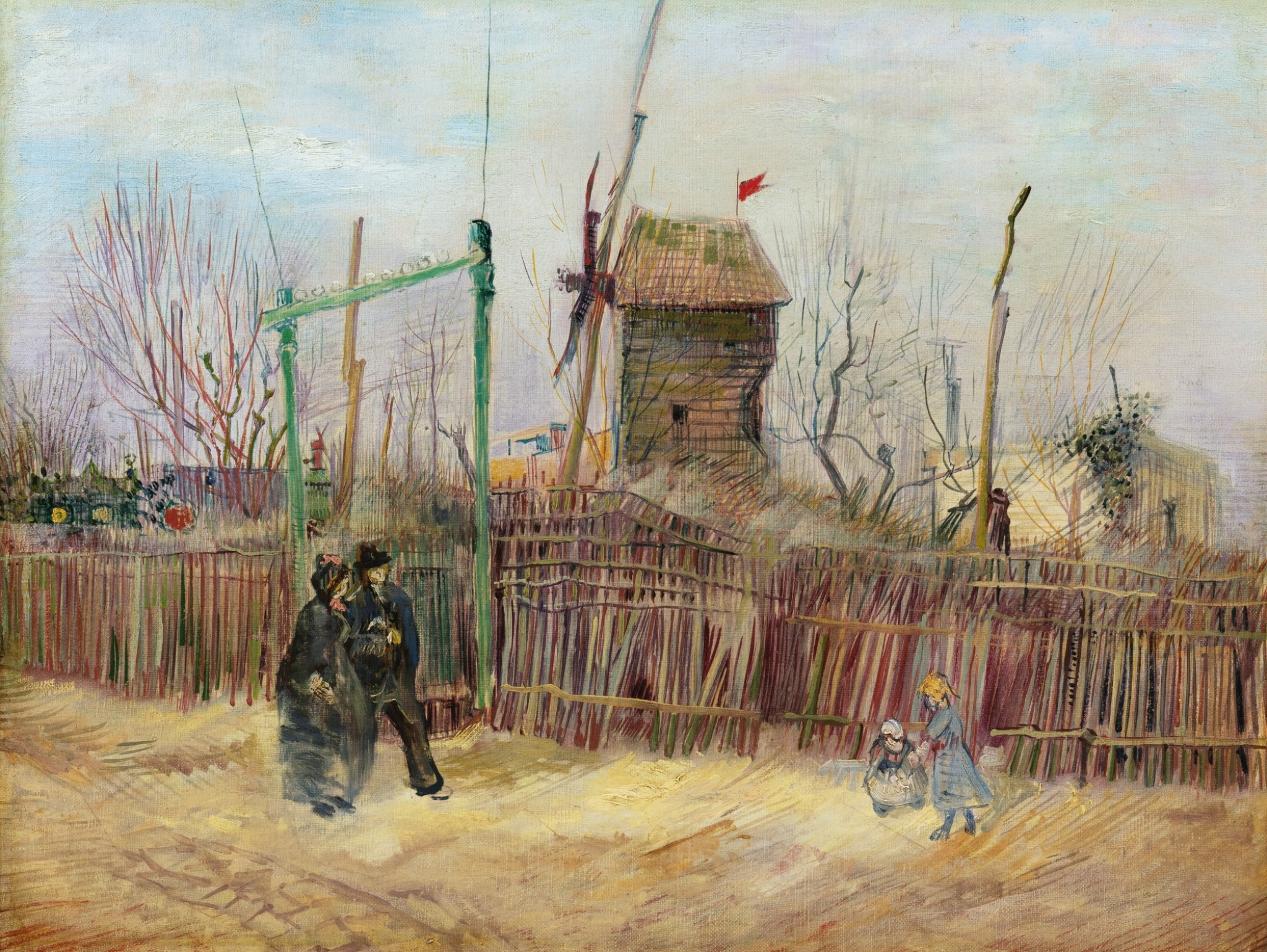
Scène de rue à Montmartre 1887 Collection privée (No F number, JH1240)

### Vues de Paris
Dans les tableaux datant des premiers mois à Paris, Vincent van Gogh n'a pas encore commencé à intégrer la couleur et de la lumière dans son travail.

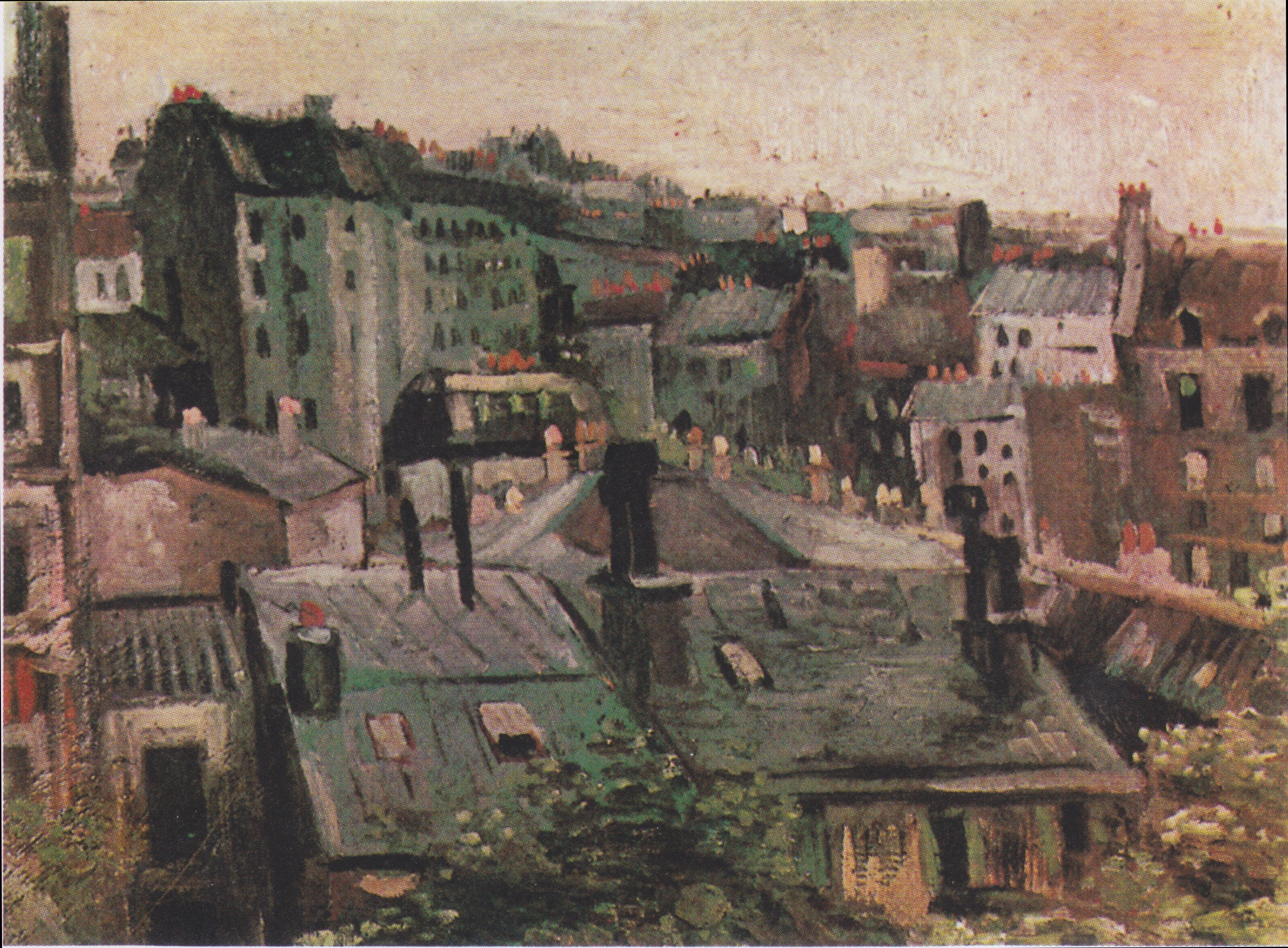
Vue sur les toits de Paris 1886 Musée Van Gogh, Amsterdam (F231)
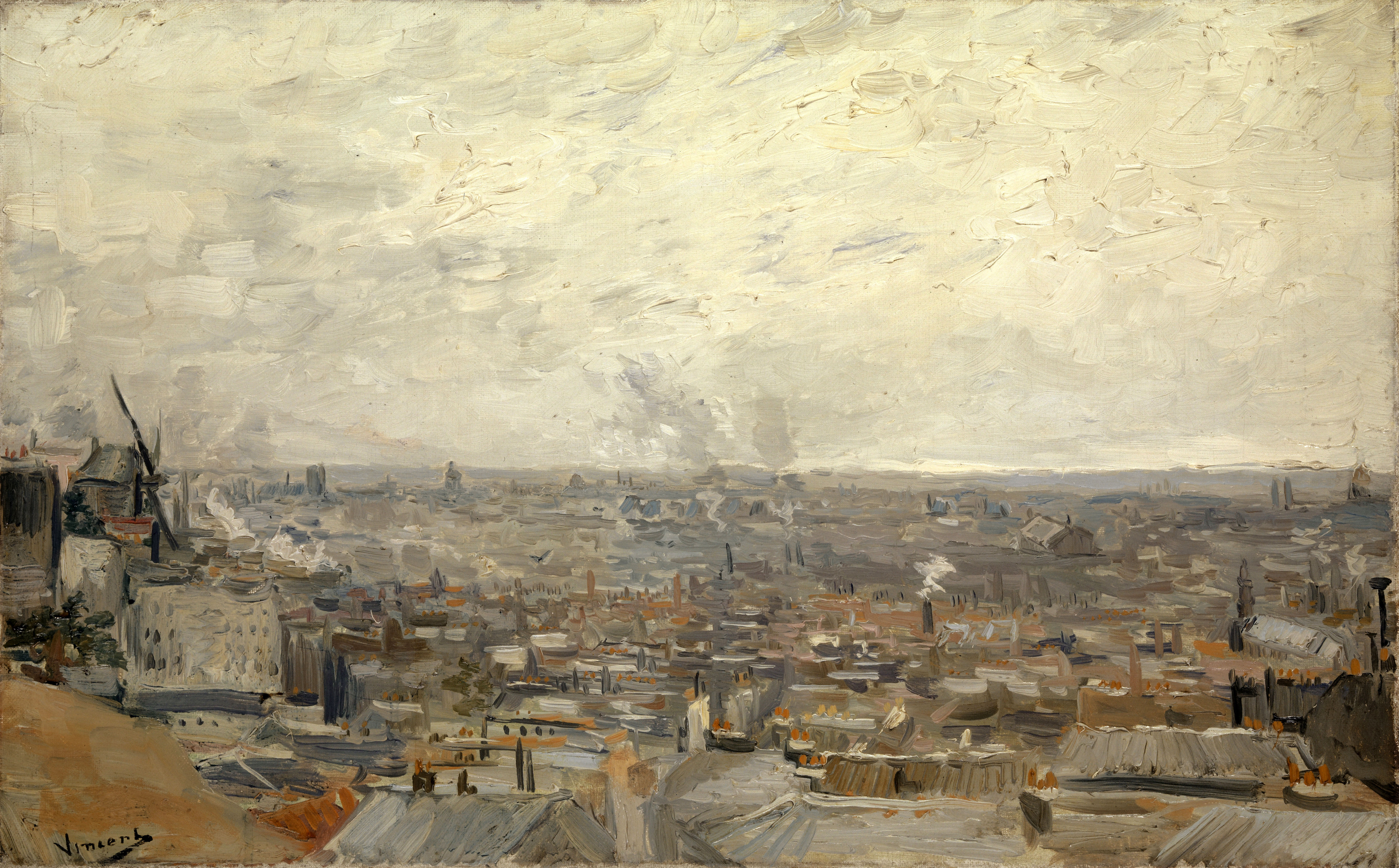
Vue sur Paris de Montmartre 1886 Kunstmuseum, Bâle, Suisse (F262)

### Vues de la chambre de Vincent, rue Lepic
Dans ces tableaux, mettant à profit cette même vue sur les toits de la ville, Vincent van Gogh intègre dans sa manière plusieurs techniques néo-impressionnistes.

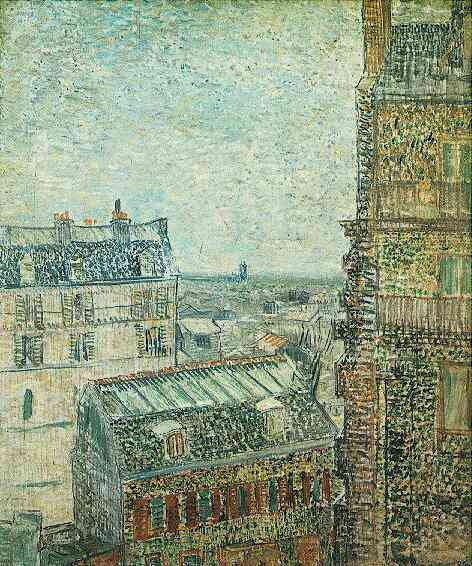
Vue de Paris de la chambre de Vincent rue Lepic 1887 Musée Van Gogh, Amsterdam (F341)
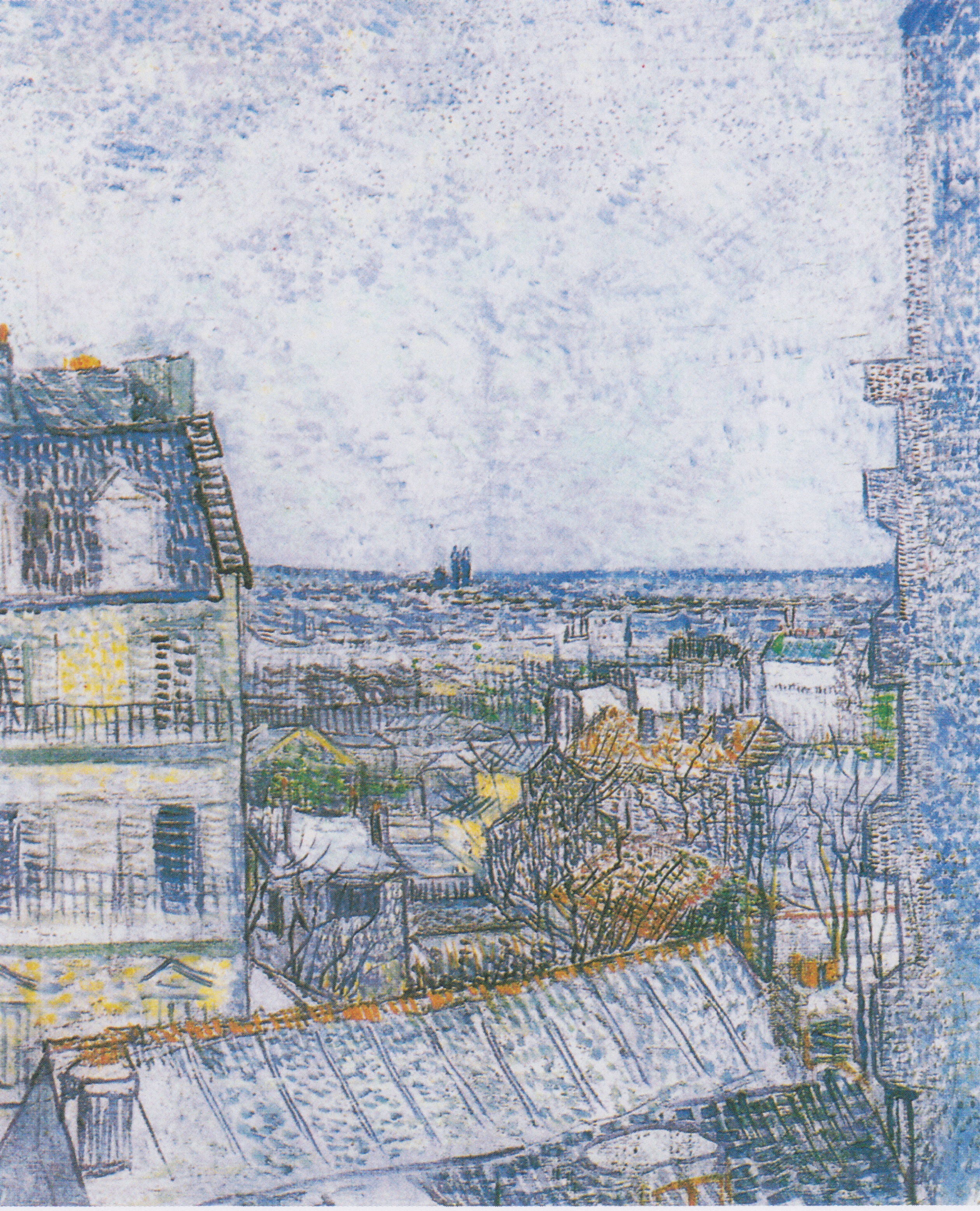
Vue de la fenêtre de Vincent 1887 Collection privée (F341a)

### Jardins de Montmartre
Vincent van Gogh utilise certaines techniques des peintres impressionnistes et pointillistes, avec des coups de pinceau ou des points de couleur, et une palette lumineuse. 

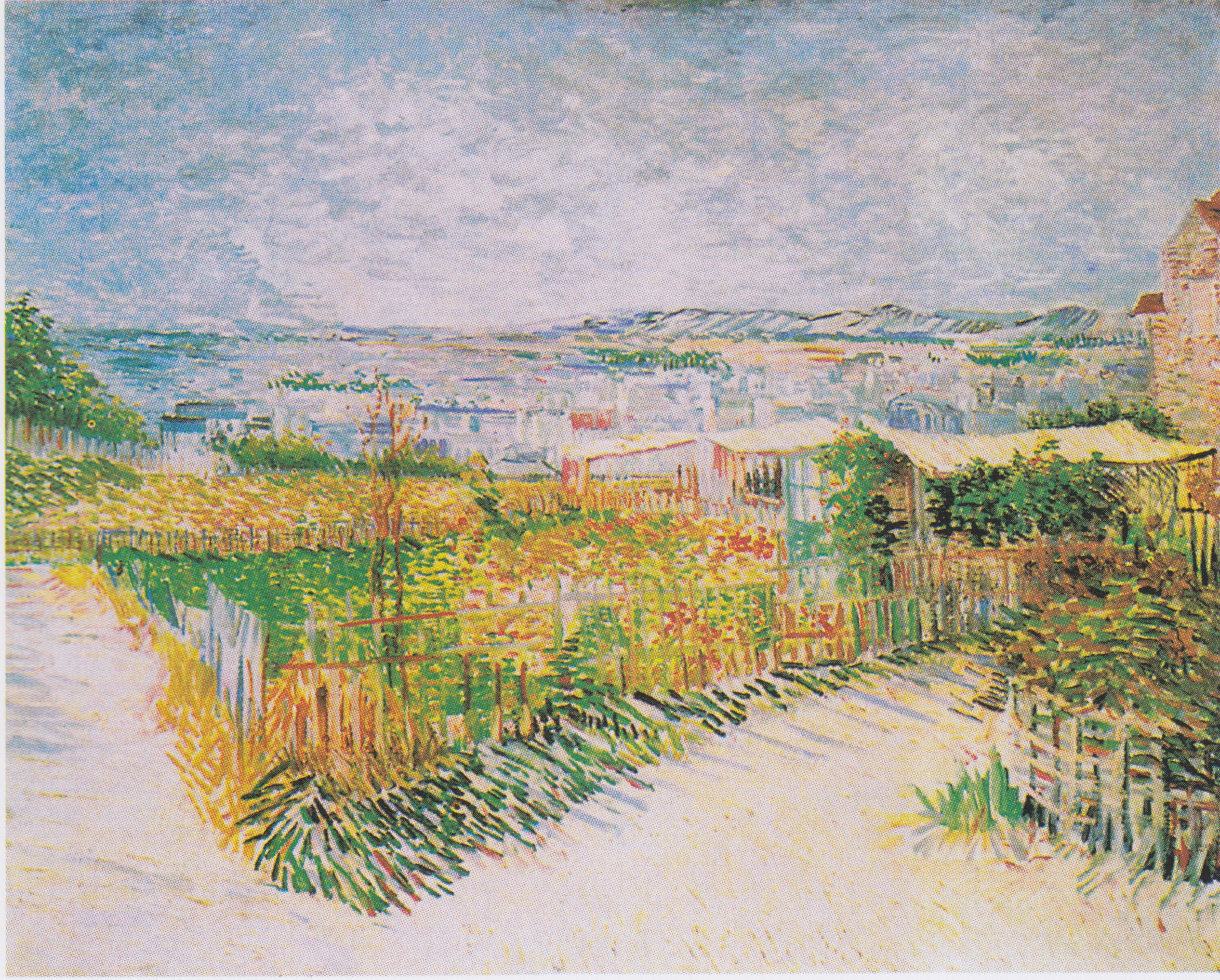
Jardins potagers à Montmartre : La Butte Montmartre 1887 Musée Van Gogh, Amsterdam (F316)
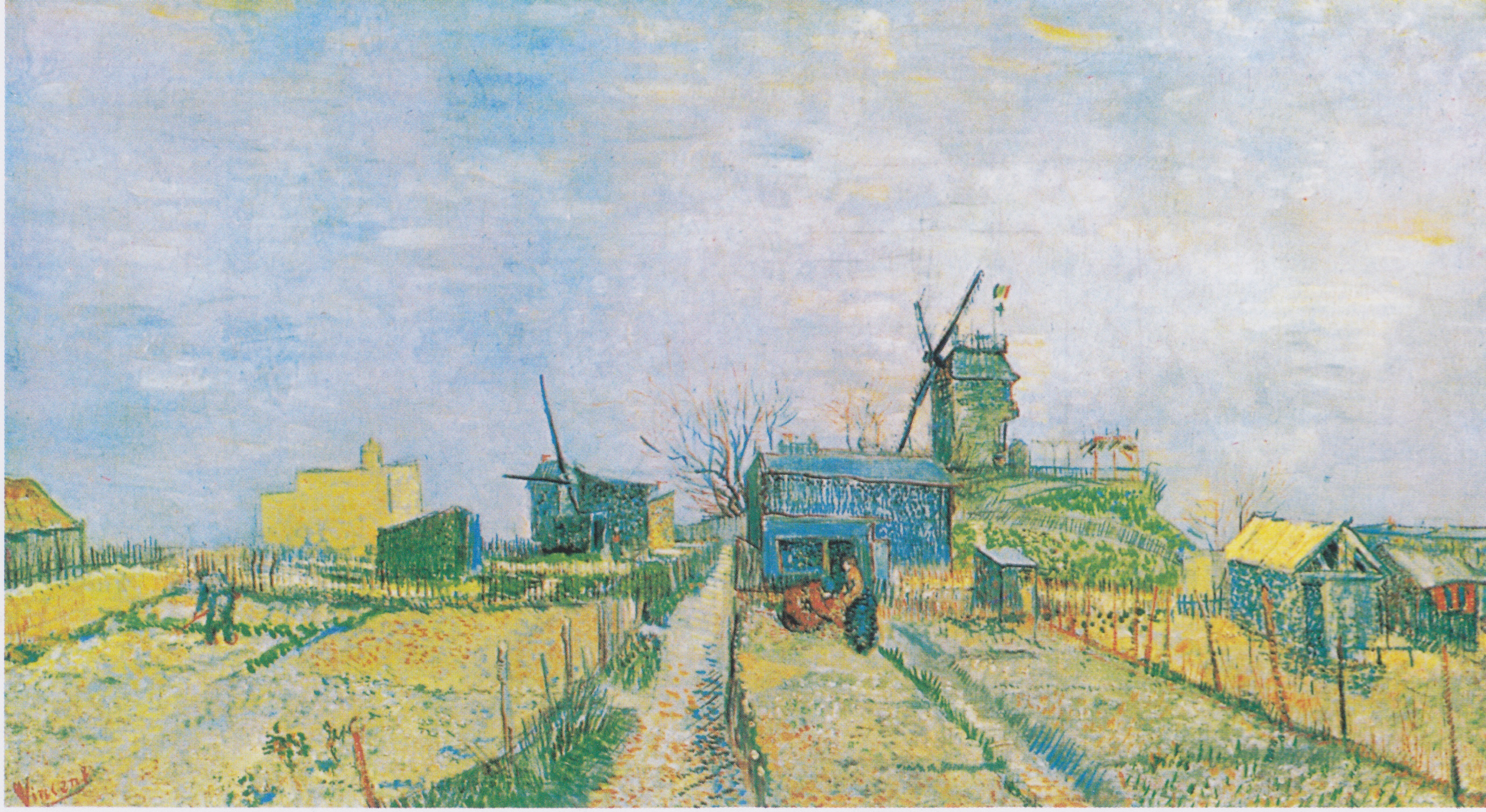
Jardins potagers à Montmartre : La Butte Montmartre 1887 Musée Van Gogh, Amsterdam (F346)
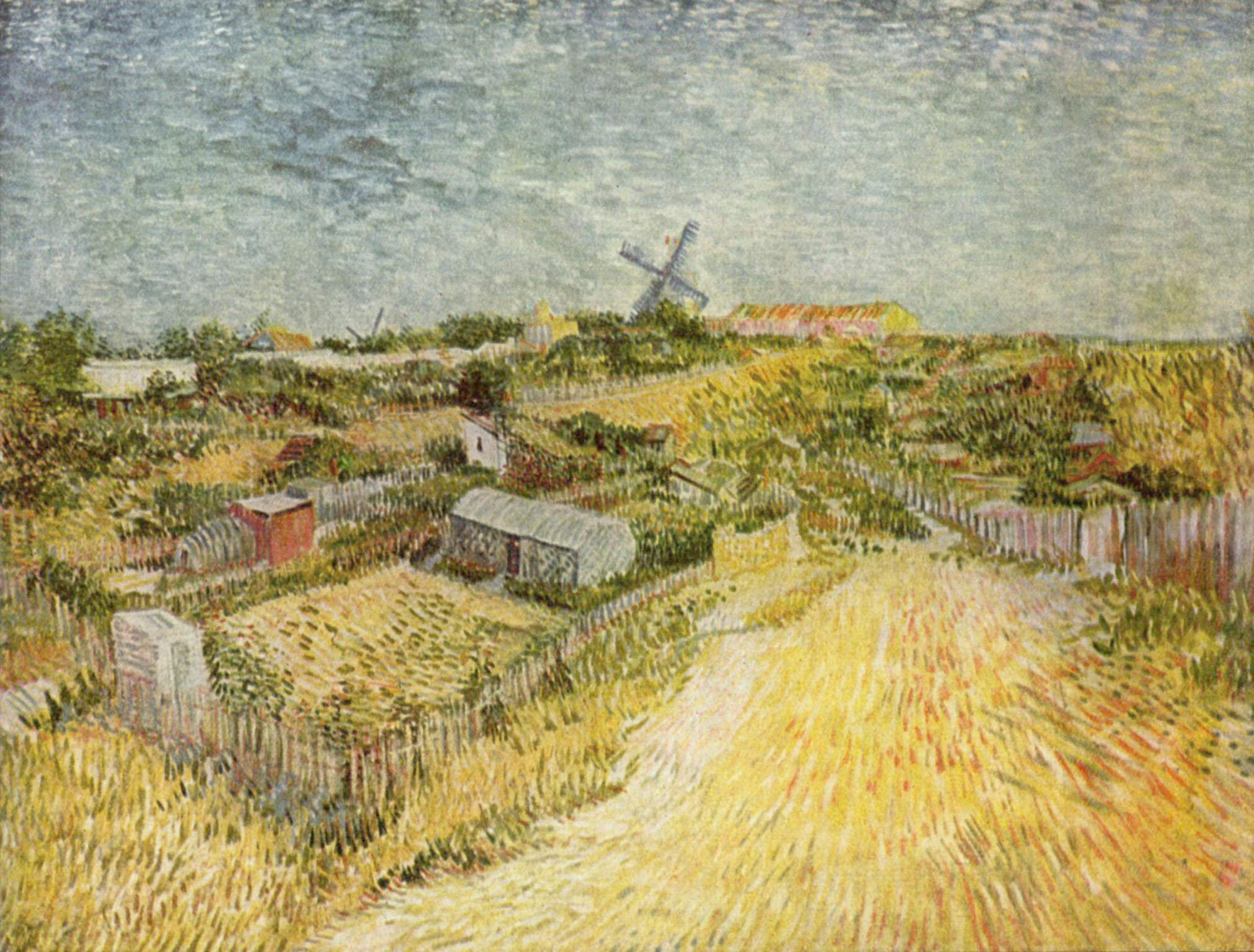
Jardins potagers à Montmartre : La Butte Montmartre 1887 Stedelijk Museum, Amsterdam (F350)

### Autres thèmes
C'est à Montmartre que Vincent van Gogh commença à boire de l'absinthe, au café de la mère Bataille rue des Abbesses.
Le père Tanguy, ancien communard, est un marchand de couleur, qui exposait aussi de façon modeste des peintres dans la devanture de son magasin, au n°14 de la rue Clauzel. Vincent van Gogh s'était lié d'amitié avec lui. Il a choisi comme arrière-plan de ce tableau des estampes japonaises.

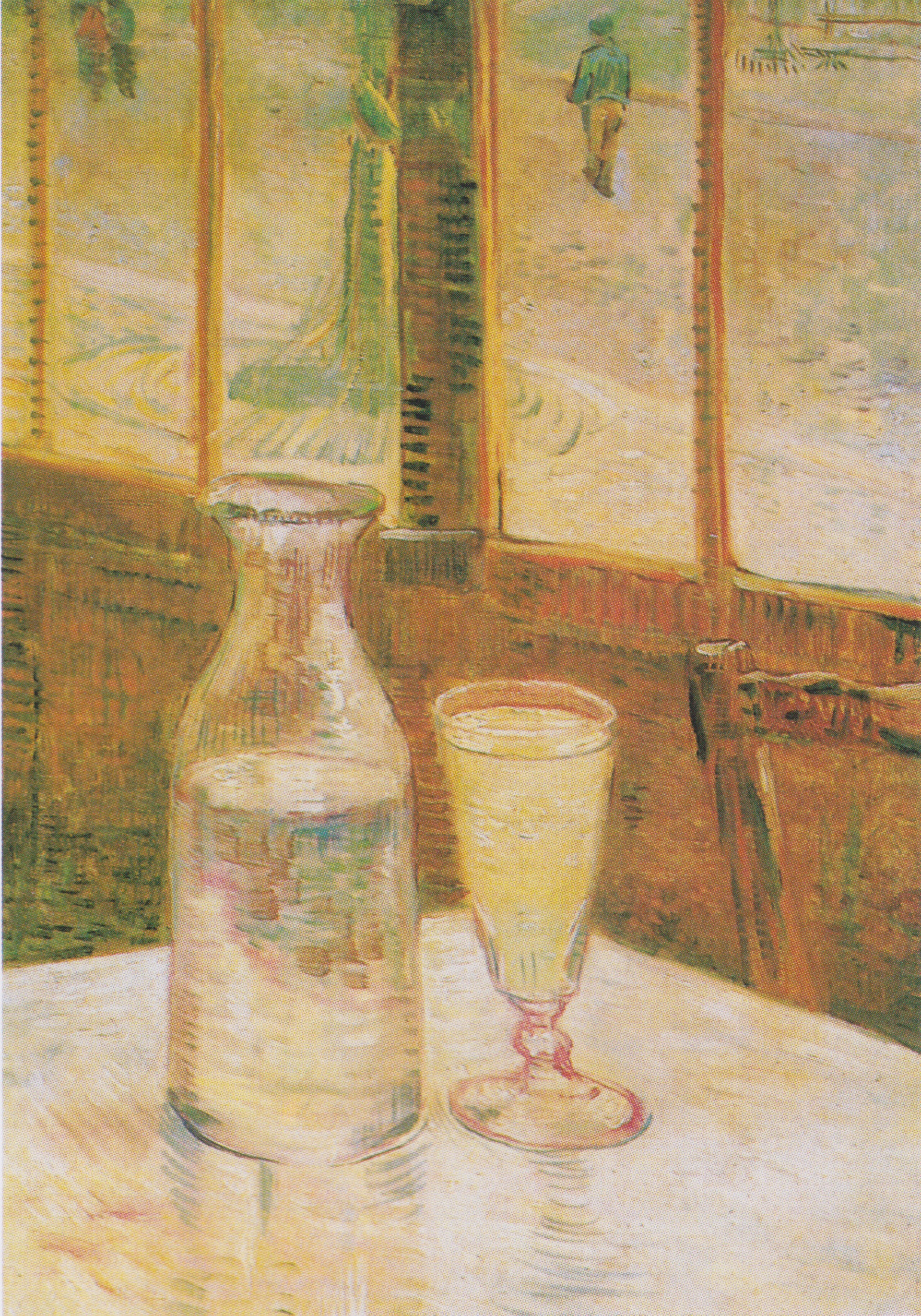
Nature morte avec absinthe 1887 Musée Van Gogh, Amsterdam (F339)
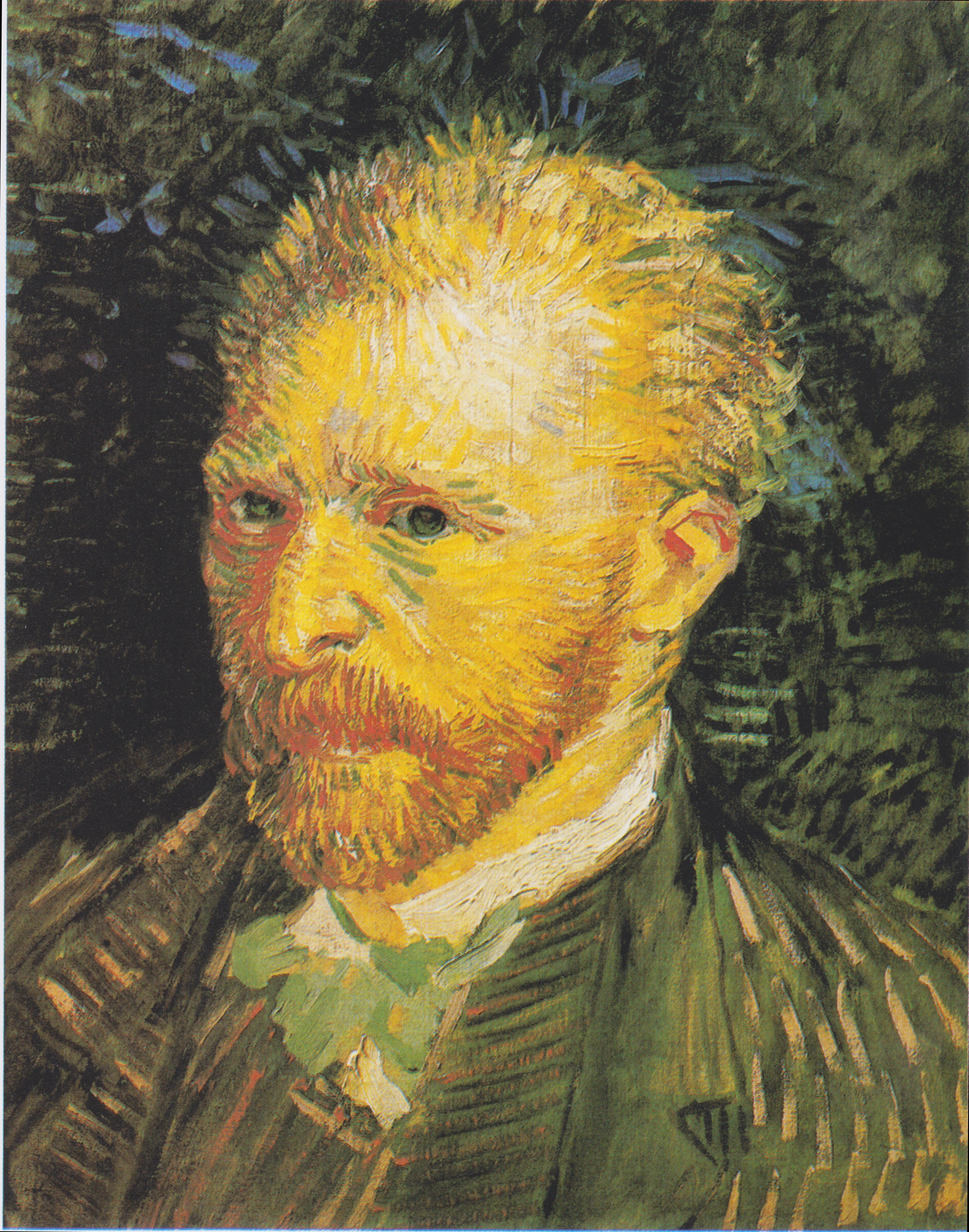
Autoportrait 1887 Musée Van Gogh, Amsterdam (F320)
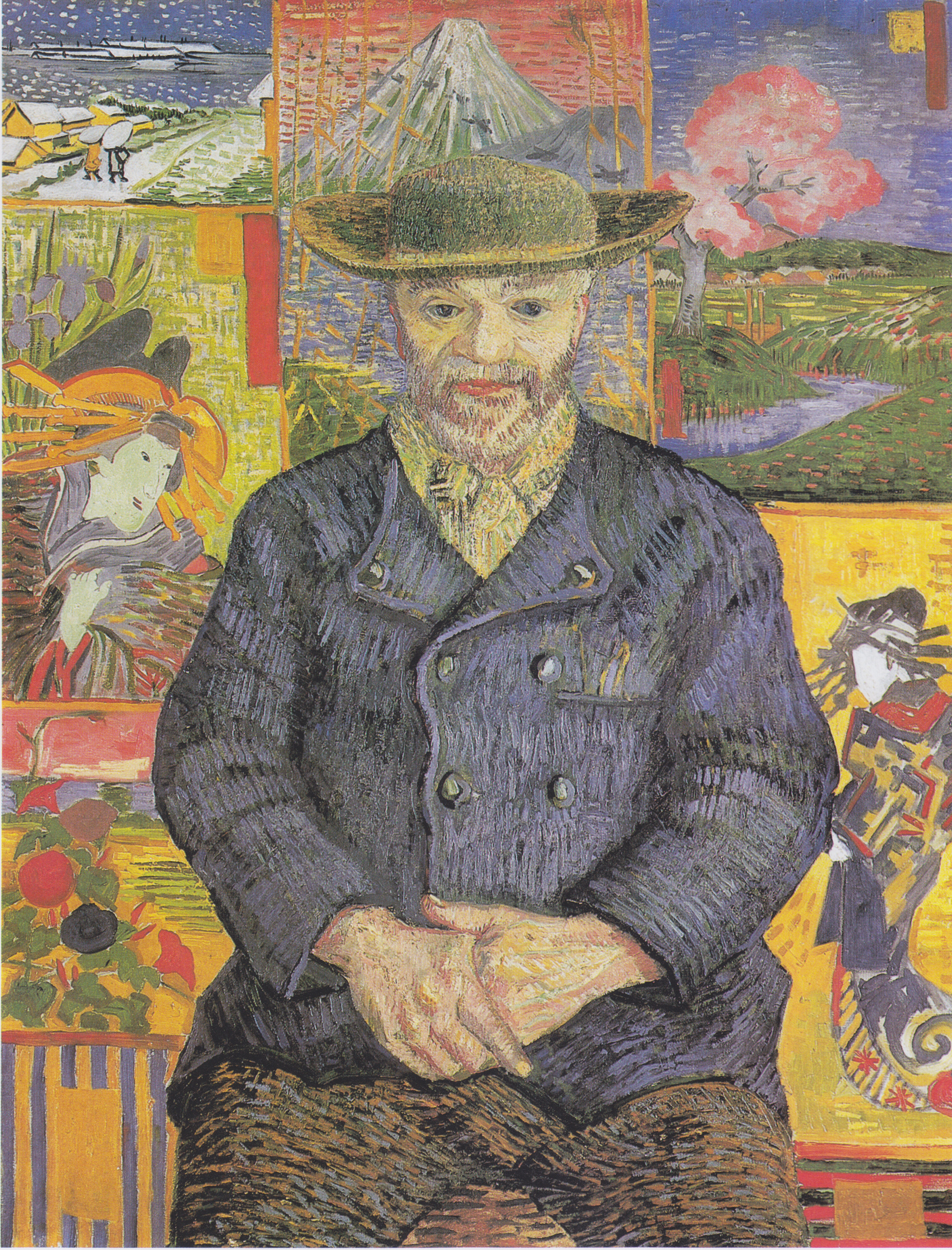
Portrait du Père Tanguy 1887 Musée Rodin, Paris(F363)